# Jessikka Aro
Jessikka Aro, född 19 december 1980 i Hyvinge, är en finländsk journalist som arbetar för Finlands public service-bolag Yle.

## Biografi
I september 2014 påbörjade hon en journalistisk granskning av en prorysk propagandacentral i Sankt Petersburg, Agentstvo Internet-Issledovanij, en så kallad trollfabrik. Hon belönades i mars 2016 med Stora journalistpriset i Finland 2015 för artikelserien.
På grund av sin verksamhet blev hon utsatt för en massiv hatkampanj från nättroll. Till exempel fick hon telefonsamtal med ljudet av pistolskott i andra änden av luren. Vid ett annat tillfälle fick hon sms från någon som låtsades vara hennes far (som varit död i tjugo år). Hatkampanjen var en av anledningarna till att 22 chefredaktörer för några av Finlands största nyhetsredaktioner tog ett gemensamt ställningstagande för att fördöma vad de kallar "lögnmedia".
Den 18 oktober 2018 dömdes tre personer för bland annat hot och trakasserier mot Jessikka Aro i sociala medier och i den finländska nättidningen MV-lehti. Utgivaren för MV-lehti, Ilja Janitskin, fick ett fängelsestraff på ett år och tio månader för trakasserier mot Aro och hets mot folkgrupp. Även författaren och debattören Johan Bäckman dömdes till ett års villkorligt fängelse för att ha smutskastat och förföljt Jessikka Aro. De dömda ska sammanlagt betala 1,4 miljoner kronor i skadestånd.

### Putins troll
År 2016 började hon arbeta på en bok om fenomenet, med titeln Vladimir Putins trollimperium med planerad utgivning 2019. Projektet fick sommaren 2016 en finansiering på över 30 000 US dollar via crowdfunding-plattformen Indiegogo. Boken kom ut i september 2019 med titeln Putinin trollit ('Putins troll'), och i svensk översättning 2022. Boken beskrevs av Hynek Pallas som "en bok som alla svenska journalister borde läsa" med bland annat den första rejäla genomgången med ett gediget sammanhang av hur rysslandsexperten Martin Kragh 2017 svartmålades med fabricerade anklagelser hämtade från rysk desinformation.